# Madeleine Philion
Madeleine Philion (Gatineau, 21 febbraio 1963) è un'ex schermitrice canadese.

## Palmarès
In carriera ha conseguito i seguenti risultati:
- Giochi Panamericani:

Indianapolis 1987: argento nel fioretto individuale.